# Neuilly-sur-Eure
Neuilly-sur-Eure là một xã thuộc tỉnh Orne trong vùng Normandie tây bắc nước Pháp. Xã này nằm ở khu vực có độ cao trung bình 207 mét trên mực nước biển.